# Jaromír Obzina

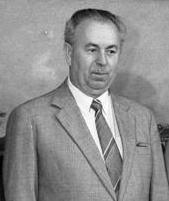
1983

Jaromír Obzina (ur. 22 maja 1929 w Brodku u Přerova, zm. w styczniu 2003 w Pradze) – czechosłowacki polityk komunistyczny, minister spraw wewnętrznych Czechosłowackiej Republiki Socjalistycznej (1973–1983), wicepremier Czechosłowackiej Republiki Socjalistycznej (1983–1989).

## Życiorys
Ukończył gimnazjum i w 1947 Centralną Szkołę Polityczną przy KC KPCz, został sekretarzem Komitetu Okręgowego KPCz w Chrudimiu. Od 1951 pracował w Głównym Zarządzie Politycznym Czechosłowackiej Armii Ludowej, 1953–1956 uczył się w Wyższej Szkole Partyjnej przy KC KPZR w Moskwie, 1956–1964 był zastępcą naczelnika Wojskowej Akademii Technicznej ds. politycznych i szefem jej Zarządu Politycznego.
Od 1965 pracował w aparacie KC KPCz, kierował m.in. Wydziałem Nauki i Kultury KC KPCz, w okresie Praskiej Wiosny jako zwolennik kursu panującego w ZSRR został odsunięty od pracy w KC i wyznaczony zastępcą szefa jednego z instytutów państwowych, jednak w 1969 został przywrócony na poprzednie stanowisko. Jednocześnie został zastępcą kierownika, a w 1972 kierownikiem Wydziału Edukacji, Nauki i Kultury KC KPCz.
Od 30 marca 1973 do 20 czerwca 1983 był ministrem spraw wewnętrznych Czechosłowacji w rządzie Lubomíra Štrougala, od czerwca 1983 do listopada 1989 wicepremierem Czechosłowacji i jednocześnie przewodniczącym Państwowej Komisji ds. Rozwoju Naukowego, Technicznego i Inwestycyjnego. W 1979 został odznaczony Orderem Pracy.
Po upadku systemu komunistycznego kontynuował działalność komunistyczną, w 1993 był jednym z założycieli ruchu „Za Socjalizm”. Wysuwano przeciw niemu oskarżenia w związku z jego pracą na stanowisku szefa MSW, jednak postępowanie umorzono w związku ze śmiercią oskarżonego.